# Брановський потік
Брановський потік (словац. Branovský potok) — річка в Словаччині; притока Старої Житави довжиною 13.5 км. Протікає в окрузі Нове Замки.
Витікає в масиві Подунайські пагорби на висоті 190 метрів. Протікає територією  сіл Вельке Ловце; Чехи; Семерово; Браново  і Двори-над-Житавою. Впадає Ловчанський потік.
Впадає у Стару Житаву на висоті 112.6 метра.